# 布羅姆克河
51°12′53″N 7°31′59″E / 51.214730°N 7.533101°E
布羅姆克河（德語：Bräumke），是德國的河流，位於該國西部，流經北萊茵-威斯特法倫州，屬於黑爾沃河的左支流，河道全長3.6公里，流域面積5.9平方公里。